# Cantone di Bouzonville
Il Cantone di Bouzonville è una divisione amministrativa dell'arrondissement di Boulay-Moselle.
A seguito della riforma approvata con decreto del 18 febbraio 2014, che ha avuto attuazione dopo le elezioni dipartimentali del 2015, è passato da 32 a 55 comuni.

## Composizione
I 32 comuni facenti parte prima della riforma del 2014 erano:
- Alzing
- Anzeling
- Berviller-en-Moselle
- Bibiche
- Bouzonville
- Brettnach
- Château-Rouge
- Chémery-les-Deux
- Colmen
- Creutzwald
- Dalem
- Dalstein
- Ébersviller
- Falck
- Filstroff
- Freistroff
- Guerstling
- Hargarten-aux-Mines
- Heining-lès-Bouzonville
- Hestroff
- Menskirch
- Merten
- Neunkirchen-lès-Bouzonville
- Oberdorff
- Rémelfang
- Rémering
- Saint-François-Lacroix
- Schwerdorff
- Tromborn
- Vaudreching
- Villing
- Vœlfling-lès-Bouzonville

Dal 2015 i comuni appartenenti al cantone sono i seguenti 55:
- Alzing
- Anzeling
- Apach
- Berviller-en-Moselle
- Bibiche
- Bouzonville
- Brettnach
- Château-Rouge
- Chémery-les-Deux
- Colmen
- Contz-les-Bains
- Dalem
- Dalstein
- Ébersviller
- Falck
- Filstroff
- Flastroff
- Freistroff
- Grindorff-Bizing
- Guerstling
- Halstroff
- Hargarten-aux-Mines
- Haute-Kontz
- Heining-lès-Bouzonville
- Hestroff
- Holling
- Hunting
- Kerling-lès-Sierck
- Kirsch-lès-Sierck
- Kirschnaumen
- Laumesfeld
- Launstroff
- Malling
- Manderen
- Menskirch
- Merschweiller
- Merten
- Montenach
- Neunkirchen-lès-Bouzonville
- Oberdorff
- Rémelfang
- Rémeling
- Rémering
- Rettel
- Ritzing
- Rustroff
- Saint-François-Lacroix
- Schwerdorff
- Sierck-les-Bains
- Tromborn
- Vaudreching
- Villing
- Vœlfling-lès-Bouzonville
- Waldweistroff
- Waldwisse